# Saison 6 d'Empire
Chronologie
Saison 5
Cet article présente le guide des épisodes de la sixième saison de la série télévisée américaine Empire.

## Généralités
- Aux États-Unis, la saison est diffusée depuis le 24 septembre 2019 sur le réseau Fox.

## Distribution

### Acteurs principaux
- Terrence Howard (VF : Serge Faliu) : Lucious Lyon (en)
- Taraji P. Henson (VF : Annie Milon) : Cookie Lyon (en)
- Trai Byers (VF : Namakan Koné) : Andre Lyon
- Bryshere Y. Gray (VF : Jhos Lican) : Hakeem Lyon
- Gabourey Sidibe (VF : Fily Keita) : Becky Williams
- Ta'Rhonda Jones (VF : Laura Zichy) : Porsha Taylor
- Serayah McNeill (VF : Jennifer Fauveau) : Tiana Brown
- Andre Royo (VF : Julien Chatelet) : Thurston « Thirsty » Rawlings
- Nicole Ari Parker : Giselle Barker, la femme d'Eddie
- Jussie Smollett ne sera plus présent dans la série, bien que le personnage de Jamal sera toujours mentionné.

### Acteurs récurrents et invités
- Forest Whitaker (VF : Emmanuel Jacomy) : Eddie Barker
- Vivica A. Fox (VF : Pascale Vital) : Candace Holloway, sœur aînée de Cookie
- Tasha Smith (en) (VF : Jacky Tavernier) : Carol Holloway, Sœur de Cookie
- Phylicia Rashād : Diana Dubois
- Toby Onwumere : Kai Givens
- Katlynn Simone : Treasure
- Skylan Brooks (en) : Quincy, fils de Teri
- Meta Golding : Teri
- Wood Harris : Damon Cross
- Sierra McClain : Nessa Parker
- Tisha Campbell-Martin : Brooke
- Alicia Coppola : Megan Conway
- Mario : Devon
- En Vogue (Cindy Herron, Terry Ellis et Rhona Bennett)[1] (épisode 13)

## Production
En raison de la maladie à coronavirus 2019 en mars 2020, le tournage a été interrompu au cours du 19e épisode. La production a opté d'intégrer quelques scènes du 19e épisode dans le 18e épisode, qui servira de finale de la série.

## Épisodes

### Épisode 1: Escapade
- États-Unis /  Canada : 24 septembre 2019 sur FOX / CHCH-DT
- France : 2021 sur Disney+

- États-Unis : 3,31 millions de téléspectateurs (première diffusion)

### Épisode 2: La Part De Dieu, l'Œuvre Du Diable
- États-Unis /  Canada : 1er octobre 2019 sur FOX / CHCH-DT
- France : 23 février 2021 sur Disney + (Métropole)

- États-Unis : 2,94 millions de téléspectateurs (première diffusion)

### Épisode 3: Hallucinations
- États-Unis /  Canada : 8 octobre 2019 sur FOX / CHCH-DT
- France : 23 février 2021 sur Disney + (Métropole)

- États-Unis : 2,79 millions de téléspectateurs (première diffusion)

### Épisode 4: Duel
- États-Unis /  Canada : 15 octobre 2019 sur FOX / CHCH-DT
- France : 23 février 2021 sur Disney + (Métropole)

- États-Unis : 2,74 millions de téléspectateurs (première diffusion)

Une heureuse occasion familiale rassemble la famille Lyon, mais il devient évident que personne ne semble vouloir se regarder dans les yeux.
Lucious, mécontent des progrès d'Empire et du film, entre en action et se confronte à des démons de son passé.

### Épisode 5: Le Mythe
- États-Unis /  Canada : 5 novembre 2019 sur FOX / CHCH-DT
- France : 23 février 2021 sur Disney + (Métropole)

- États-Unis : 2,48 millions de téléspectateurs (première diffusion)

Lucious, toujours obsédé par son passé, tente de réparer ses torts avec un vieil ami.
Cookie se bat pour prendre le contrôle de la maison, mettant toute la famille au milieu, alors qu'Andre et Lucious se disputent un concours pour déterminer la direction que devrait prendre Empire.

### Épisode 6: Cœur De Pierre
- États-Unis /  Canada : 12 novembre 2019 sur FOX / CHCH-DT
- France : 23 février 2021 sur Disney + (Métropole)

- États-Unis : 2,60 millions de téléspectateurs (première diffusion)

Candace et Carol emmènent Cookie lors d’un voyage entre filles à Miami pour s’amuser et essayer de lui faire oublier Lucious.
Après une visite troublante avec Leah, Lucious fait face à une réflexion intérieure.

### Épisode 7: Le Lion Et Son Petit
- États-Unis /  Canada : 19 novembre 2019 sur FOX / CHCH-DT
- France : 23 février 2021 sur Disney + (Métropole)

- États-Unis : 2,65 millions de téléspectateurs (première diffusion)

Après avoir réalisé que la musique était son véritable premier amour, Cookie entreprend des démarches pour revenir dans le monde de la musique et propose d'organiser un événement pour faire connaître Bossy Media.
Au même moment, Lucious tente de reprendre le contrôle de Empire en tentant de saboter la vision d’André pour la société.

### Épisode 8: Quand Le Passé Nous Rattrape
- États-Unis /  Canada : 26 novembre 2019 sur FOX / CHCH-DT
- France : 23 février 2021 sur Disney + (Métropole)

- États-Unis : 2,45 millions de téléspectateurs (première diffusion)

De retour dans la musique, Cookie découvre un artiste au talent brut que Lucious a renvoyé il y a des années.
Pendant ce temps, Lucious passe une journée en ville avec Yana et est surpris de découvrir qu’ils ont beaucoup plus en commun qu’il ne le pensait.
De plus, André met tout en œuvre pour convaincre un artiste réticent de signer avec Empire, pendant que Tracy trouve des preuves de l'incrimination de Lucious.

### Épisode 9: Tout Ou Rien
- États-Unis /  Canada : 3 décembre 2019 sur FOX / CHCH-DT
- France : 23 février 2021 sur Disney + (Métropole)

- États-Unis : 2,55 millions de téléspectateurs (première diffusion)

Hakeem s'inquiète des modifications apportées par Lucious au script du film, obligeant Lucious et Cookie à se réunir pour raconter les événements qui ont conduit à l'évolution d'Empire.
Andre s’adresse à Kelly Patel pour l’aider à acquérir un intérêt majoritaire dans la société, alors que Teri se méfie de plus en plus du rôle d’André dans la signature de Prophet the Poet.

### Épisode 10: La Cérémonie Des ASA
- États-Unis /  Canada : 17 décembre 2019 sur FOX / CHCH-DT
- France : 23 février 2021 sur Disney + (Métropole)

- États-Unis : 2,52 millions de téléspectateurs (première diffusion)

Cookie devient frustré par Lucious, qui a du mal à accepter que leur relation soit terminée.
Lorsqu'elles se voient exclues des candidatures aux ASA (American Sounds Awards), les filles de Bossy Media choisissent Melody pour performer aux ASA, ce qui amène Tiana à remettre en question toutes ses décisions au cours des derniers mois.

### Épisode 11: Méfiance
- États-Unis /  Canada : 3 mars 2020 sur FOX / CHCH-DT
- France : 23 février 2021 sur Disney + (Métropole)

- États-Unis : 2,43 millions de téléspectateurs (première diffusion)

Le monde des Lyon est bouleversé à cause d'une perte qui oblige l'un des membres de la famille à faire face à un traumatisme non résolu du passé.
Pendant ce temps, Andre prend une décision importante concernant sa santé, sa famille et sa carrière et Devon confronte Tiana à propos de sa relation avec Hakeem.

### Épisode 12: Fantôme Malsain
- États-Unis /  Canada : 10 mars 2020 sur FOX / CHCH-DT
- France : 23 février 2021 sur Disney + (Métropole)

- États-Unis : 1,89 million de téléspectateurs (première diffusion)

### Épisode 13: Quand Tout S’Effondre
- États-Unis /  Canada : 10 mars 2020 sur FOX / CHCH-DT
- France : 23 février 2021 sur Disney + (Métropole)

- États-Unis : 2,64 millions de téléspectateurs (première diffusion)

### Épisode 18: Pour Toujours
Finale de la série.

## Audiences aux États-Unis
| N° d'épisode | Titre original          | Titre français                     | Chaîne | Date de diffusion originale | Audience (en millions de téléspectateurs) | Taux sur les 18-49 ans |
| ------------ | ----------------------- | ---------------------------------- | ------ | --------------------------- | ----------------------------------------- | ---------------------- |
| 1            | What is Love            | Escapade                           | FOX    | 24 septembre 2019           | 3.31                                      | 1.0                    |
| 2            | Got on My Knees to Pray | La Part de Dieu, L'Œuvre du Diable | FOX    | 1er octobre 2019            | 2.94                                      | 0.9                    |
| 3            | You Broke Love          | Hallucinations                     | FOX    | 8 octobre 2019              | 2.79                                      | 0.8                    |
| 4            | Tell the Truth          | Duel                               | FOX    | 15 octobre 2019             | 2.74                                      | 0.8                    |
| 5            | Stronger Than My Rival  | Le Mythe                           | FOX    | 5 novembre 2019             | 2.48                                      | 0.7                    |
| 6            | Heart of Stone          | Cœur de pierre                     | FOX    | 12 novembre 2019            | 2.60                                      | 0.7                    |
| 7            | Good Enough             | Le Lion et son petit               | FOX    | 19 novembre 2019            | 2.65                                      | 0.7                    |
| 8            | Do You Remember Me      | Quand le passé nous rattrape       | FOX    | 26 novembre 2019            | 2.45                                      |                        |
| 9            | Remember the Music      | Tout ou rien                       | FOX    | 3 décembre 2019             | 2.55                                      |                        |
| 10           | Cold Cold Man           | La Cérémonie des ASA               | FOX    | 17 décembre 2019            | 2.52                                      |                        |
| 11           | Can't Truss 'em         | Méfiance                           | FOX    | 3 mars 2020                 | 2.43                                      |                        |
| 12           | Talk Less               | Fantôme malsain                    | FOX    | 10 mars 2020                | 1.89                                      |                        |
| 13           | Come Undone             | Quand tous s'effondre              | FOX    | 10 mars 2020                | 2.64                                      |                        |
| 14           | I Am Who I Am           | Je suis qui je suis                | FOX    |                             |                                           |                        |
| 15           | Love Me Still           | Malgré tout                        | FOX    |                             |                                           |                        |
| 16           | We Got Us               | Quand on vous aime                 | FOX    |                             |                                           |                        |
| 17           | Over Everything         | Au-dessus de tout                  | FOX    |                             |                                           |                        |
| 18           | Home is on the Way      | Pour toujours                      | FOX    |                             |                                           |                        |